# Herbert Fölsche
Herbert Fölsche (* 18. März 1937) ist ein ehemaliger deutscher Fußballspieler. Für die Betriebssportgemeinschaft (BSG) Motor Steinach bestritt er 48 Spiele in der DDR-Oberliga, der höchsten Spielklasse im DDR-Fußball. Fölsche ist zweifacher B-Nationalspieler der DDR.

## Sportliche Laufbahn
Bereits mit 17 Jahren spielte Herbert Fölsche in der Saison 1954/55 für Chemie Lauscha in der zweitklassigen DDR-Liga. Von den 26 Punktspielen bestritt 18 Begegnungen und gehörte mit seinen sieben Treffern zu den besten Torschützen seiner Mannschaft. 1956 (Wechsel in den Kalenjahr-Spielrhythmus) spielte Fölsche mit der abgestiegenen Lauschaer Mannschaft in der drittklassigen II. DDR-Liga. Danach wechselte er zum DDR-Oberligisten SC Motor Karl-Marx-Stadt, wo er am 30. Juni 1957 in der Begegnung Einheit Dresden – SC Motor (4:3) sein erstes Oberligaspiel bestritt. Bis zum Saisonende wurde er in weiteren zehn Punktspielen eingesetzt, in denen er zwischen Abwehr und Mittelfeld pendelte. Die Karl-Marx-Städter stiegen am Ende der Saison ab, und Fölsche kehrte wieder zu Chemie Lauscha zurück. Dort spielte er bis zur Hinrunde der Saison 1962/63 (Rückkehr zur Sommer-Frühjahr-Saison) wieder in der II. DDR-Liga.
Im Nachbarort Steinach war die BSG Motor in die I. DDR-Liga aufgestiegen und wollte für die Rückrunde seinen Spielerkader verstärken. Dazu holte man mehrere neue Spieler, unter ihnen den oberligaerfahrene Herbert Fölsche. Mithilfe der Verstärkungen gelang den Steinachern 1963 der Durchmarsch durch die DDR-Liga zur Oberliga, wobei Fölsche, der in allen 13 Punktspielen eingesetzt worden war, tatkräftig mitgeholfen hatte. Auch am Klassenerhalt in der Saison 1963/64 hatte Fölsche einen maßgeblichen Anteil, denn er fehlte nur in einem der 26 Oberligaspiele. Trainer Heinz Leib setzte ihn zunächst neun Spieltage lang als halbrechten Stürmer ein, danach spielte Fölsche hauptsächlich als rechter Läufer. Mit 23 Punktspieleinsätzen war er auch in der zweiten Steinacher Oberligaspielzeit 1964/65 Stammspieler. Dabei setzte ihn Trainer Leib nicht auf einer bestimmten Stammposition ein, sondern ließ ihn rechts wie links sowohl im Mittelfeld als auch im Angriff spielen. Nach zwei Spielzeiten konnte Motor Steinach den Klassenerhalt nicht mehr sichern und stieg wieder in die DDR-Liga ab. Zu den Höhepunkten in Fölsches Steinacher Zeit gehörten die Berufungen in den DDR-Auswahlkader. Nachdem er schon im Frühjahr 1964 mit einer Nachwuchsauswahl des DFV Testspiele bestritten hatte, kam er im Juni 1964 und im Mai 1965 zu zwei Länderspielen mit der B-Nationalmannschaft.
Nach dem Oberliga-Abstieg spielte Fölsche noch bis 1967 für Motor Steinach in der DDR-Liga. Während er 1965/66 mit 25 Punktspieleinsätzen zur Stammelf zählte, wurde er in der Saison 19677/67 nur noch in vier Punktspielen aufgeboten. Im Alter von 30 Jahren beendete er im Sommer 1967 seine Laufbahn im Leistungsfußball.